# Гусейнов, Артур Алаутдинович
Гусейнов Артур Алаутдинович (род. 14 мая 1984, Махачкала, СССР) — российский спортсмен, боец смешанных единоборств. По национальности — кумык.

## Достижения
- Чемпион России по кикбоксингу;
- Восьмикратный чемпион Дагестана по рукопашному бою;
- Чемпион мира по универсальному каратэ;

### Чемпион Европы поджиу-джитсу;
- Чемпион Юга России по боевому самбо;
- Чемпион Азии по смешанным единоборствам;
- Финалист командного Кубка СНГ по версии «PROFC».

## Профессиональная карьера

### Бой с Алексеем Гагариным
19 апреля 2009 года в рамках турнира M-1 Selections 2 соперником Артура Гусейнова стал Алексей Гагарин.
Гусейнов доминировал весь бой, который, скажем прямо был недолгим.
На старте поединка боец из Дагестана сразу же после символического рукопожатия нанес сопернику вероломный удар с вертушки. Обескураженный противник, привыкшей, по всей вероятности, к фэр-плей, через 4 секунды пропустил еще один удар от Гусейнова, из-за чего упал на настил ринга. Попытка добить Алексея не увенчалась успехом. Артур продолжил мастерски выбрасывать ноги, нанося оппоненту существенный урон.
Активный Гусейнов несколько раз в течение раунда технично валил на пол Гагарина, который раз за разом поднимался. На пятой минуте первого раунда все закончилось техническим нокаутом. Судья остановил поединок после того, как Гусейнов выдал очередную серию точных и сокрушительных ударов.

### Бой с Луиджи Фиораванти
10 декабря 2010 года в рамках турнира M-1 Challenge 22 россиянин Артур Гусейнов встретился с американцем Луиджи Фиораванти по прозвищу «Итальянский танк».
Артур Гусейнов в своей привычной манере пошел вперед с первых секунд боя, нанеся первый удар ногой с разворота. К вертушке он сразу добавил хай-кик. Североамериканец ответил клинчем, из которого дагестанский боец быстро освободился. Россиянин, следуя своему проверенному плану, продолжил поединок в динамичной манере, применяя против оппонента мощнейшие удары ногами. Однако кроме эстетической красоты, это не привело к какому-либо эффекту, поскольку оппонент умело защитился, выставив блоки руками. Затем заокеанский гость перевел соперника в партер. Артур, никогда не славившийся борцовскими способностями, проворно выбрался из малообещающего положения. В стойке Гусейнов провел бэкфист, но он также пришелся в защиту. И тут произошел эпизод, из-за которого многие любители смешанных единоборств считают кавказского спортсмена «грязным бойцом». Гусейнов провел комбинацию ударов, из-за которых соперник оказался на настиле ринга, но на этом спортсмен не остановился, а продолжил атаку, ударив ногой в голову лежачего бойца. Такое добивание запрещено правилами организации M-1. Безобразный момент никак не оценили судьи. После небольшой паузы, которую все же любезно предоставили американцу, бой продолжился.
Во второй половине первого раунда Фиораванти перевел соперника в борьбу. Возня, устроенная «танком», измотала россиянина. Ближе к последней минуте первого отрезка Гусейнов все-таки вырвался из «объятий» соперника и даже самостоятельно встал, завершив эпизод несколькими хорошими ударами в стойке. Гость продолжил клинчивать.
Начало второго раунда снова осталось за россиянином. Гусейнов в несвойственной себе манере перевел соперника на настил ринга борцовским приемом. Оставаясь сверху дагестанец нанес несколько ударов руками. Поднявшись в стойку, соперники снова оказались на полу, где сверху был уже американец. Пропустив пару десятков легких ударов от американца, Гусейнов поднялся. В стойке нанес по противнику пару-тройку ударов. Фиораванти навязал клинч. Затем североамериканец перевел соперника на настил ринга, обрушив на него град ударов. Рефери остановил схватку только для того, чтобы спортсмены продолжили поединок в центре ринга. Гусейнов оказал вялое сопротивление, но безрезультатно. «Танк» придавил россиянина и продолжил попутно осыпать россиянина ударами. Ближе к последней минуте раунда Артур вырвался из-под опеки и поднялся на ноги. Соперник остался лежать на полу, заняв активную оборону. Из-за отсутствия активности со стороны бойцов, судья поднял лежачего американца в стойку. И тут произошел второй важный эпизод боя, в котором Гусейнов подтвердил славу «грязного бойца». Гусейнов сблизился с Фиораванти вытянув руку, показывая всем видом, что хочет в знак уважения коснуться перчатки оппонента. Американец в ответ протянул руку для прикосновения, но в ответ получил удар с ноги от Гусейнова. Дешевый трюк не прошел. Раунд закончился в борьбе.
В третьем раунде заокеанский гость навязывает Гусейнову выгодный для себя стиль боя. Изматывая соперника в партере, Фиораванти наносит удары, время от времени пытается провести болевые приемы.
Организаторы в погоне за уходящим зрелищем объявили четвертый раунд. Очевидно, что такое решение было не в пользу уставшего Гусейнова. Начав дополнительный отрезок времени с бэкфиста, Артур оказывается на настиле ринга. «Танк» додавил россиянина, победив удушающим приемом. 

### Бой с Тайсоном Джеффрисом
8 июля 2011 года российский спортсмен Артур Гусейнов встретился с американцем Тайсоном Джеффрисом. Поединок прошел в рамках турнира М-1 Challenge 26, в штате Калифорния, США. 
На второй минуте боя Гусейнов бэкфистом вырубил противника, отправив оппонента в тяжелый нокаут. Досрочная победа открывала перед дагестанским мастером хорошие перспективы. Зрелищный бой пришелся по нраву североамериканской публики.

### Бой с Марио Мирандой
16 мая 2012 года в рамках турнира M-1 Challenge 32 Артур Гусейнов встретился с бразильцем Марио Мирандой. Бой проходил в Москве.
В самом начале поединка российский спортсмен протянул руку в знак уважения сопернику, но тот, видимо, зная о коварстве Гусейнова, не ответил взаимностью. После серии ударов ногами и руками Гусейнов прижал оппонента к канатам. Бразилец не растерялся и перевел конкурента в партер. Активный Гусейнов умело встал на ноги и продолжил атаковать противника. Далее латиноамериканский гость навязал оппоненту борьбу.
Во втором раунде, как, пожалуй, и в первом, жест со стороны Гусейнова ударить в его перчатку Мирандой был проигнорирован. Россиянин вновь нанес несколько сильных ударов, которые пришлись по защите. Бразилец, будучи мастером по джиу-джитсу, технично провел перевод соперника в партер. Практически весь отрезок второго раунда Артур Гусейнов провел на полу, попутно пропуская часть атак оппонента. После гонга измученный россиянин остался лежать на полу, а бразилец молодцевато проследовал в свой угол. Было очевидно, что на третий раунд выносливости у Гусейнова не хватит.
После того как прошло отведенное на отдых время, россиянин всем видом показал, что не намерен продолжать схватку. Однако усилиями тренерского штаба, спортсмена все-таки удалось убедить не останавливать бой. Практически сразу же Гусейнов упал от бессилия, позволив сопернику доминировать. Происходящее на ринге теперь походило на откровенное избиение. Надо отдать должное мужеству и терпению дагестанского спортсмена, так как он стойко переносил взбучку. Впрочем, игра в одни ворота редко приводит к чуду. В середине раунда Миранда удушающим приемом заставил россиянина капитулировать.
После поединка бразилец назвал Гусейнова "серьезным соперником", особо отметив его феноменальные боевые способности. Кроме того, Миранда заявил, что восхищен стойкостью соперника.

## Статистика в профессиональном ММА
| Боёв 37  | Побед 25 | Поражений 11 |
| -------- | -------- | ------------ |
| Нокаутом | 16       | 2            |
| Сдачей   | 8        | 7            |
| Решением | 1        | 2            |
| Ничьи    | 1        | 1            |

| Результат | Рекорд  | Соперник              | Способ                                        | Турнир                                                  | Дата             | Раунд | Время | Место                   | Примечание                            |
| --------- | ------- | --------------------- | --------------------------------------------- | ------------------------------------------------------- | ---------------- | ----- | ----- | ----------------------- | ------------------------------------- |
| Поражение | 25-11-1 | Александр Шлеменко    | Решением (единогласным)                       | Eagle FC 42: Шлеменко - Гусейнов                        | 17 октября 2021  | 3     | 5:00  | Сочи, Россия            |                                       |
| Ничья     | 25-10-1 | Марсио Сантос         | Ничья (единогласным)                          | Eagle FC 39: Гусейнов - Сантос                          | 22 августа 2021  | 3     | 5:00  | Нижний Новгород, Россия |                                       |
| Поражение | 25-10   | Марсио Сантос         | Сабмишном (удушение ручным треугольником)     | Eagle FC 35: Дакаев - Абдураков                         | 6 апреля 2021    | 2     | 2:01  | Москва, Россия          |                                       |
| Победа    | 25-9    | Кирилл Хомитский      | Техническим нокаутом (удары)                  | EFC 30 Eagle Fighting Championship 30                   | 4 декабря 2020   | 1     | 3:35  | Москва, Россия          |                                       |
| Победа    | 24-9    | Виктор Кийко          | Техническим нокаутом (удары)                  | Colosseum MMA Battle of Champions 13                    | 16 августа 2020  | 2     | 2:33  | Москва, Россия          |                                       |
| Поражение | 23-9    | Даурен Ермеков        | Решением (единогласным)                       | GFC 23 Gorilla Fighting 23                              | 25 декабря 2019  | 3     | 5:00  | Алма-Ата, Казахстан     |                                       |
| Победа    | 23-8    | Олег Дадонов          | Техническим нокаутом (удары локтями и руками) | GFC 14 Дагестан                                         | 13 июля 2019     | 2     | 1:20  | Каспийск, Россия        |                                       |
| Поражение | 22-8    | Тарек Сулейман        | Техническим нокаутом (удары)                  | Brave 14 Morocco                                        | 18 августа 2018  | 1     | 4:43  | Танжер, Марокко         |                                       |
| Поражение | 22-7    | Михаил Царев          | Техническим нокаутом (удары руками и локтями) | FNG Fight Nights Global 78                              | 4 ноября 2017    | 1     | 4:26  | Самара, Россия          |                                       |
| Победа    | 22-6    | Айжигит Уулу          | Сабмишном (удушение сзади)                    | SOW Selection of Warriors 5                             | 9 сентября 2017  | 1     | 1:04  | Дербент, Россия         |                                       |
| Победа    | 21-6    | Алхас Коков           | Техническим нокаутом (удары)                  | Gladiator MMA League Patriot Fighting Championship 2017 | 26 августа 2017  | 1     | 3:14  | Миллерово, Россия       |                                       |
| Победа    | 20-6    | Хасан Юсефи           | Нокаутом (удар)                               | FNG Fight Nights Global 68                              | 2 июня 2017      | 2     | 0:52  | Санкт-Петербург, Россия |                                       |
| Поражение | 19-6    | Клидсон Абреу         | Сабмишном (удушение сзади)                    | Brave Combat Federation Brave 4: Unstoppable            | 31 марта 2017    | 1     | 3:42  | Абу-Даби, ОАЭ           |                                       |
| Победа    | 19-5    | Себастьян Хадсон      | Техническим нокаутом (удары)                  | WMMAF World MMA Open Championship 2015                  | 21 ноября 2015   | 1     | 0:27  | Кишинёв, Молдавия       |                                       |
| Победа    | 18-5    | Григорий Цацкиниколау | Сабмишном (рычаг локтя)                       | WMMAF World MMA Open Championship 2015                  | 21 ноября 2015   | 1     | 2:42  | Кишинёв, Молдавия       |                                       |
| Победа    | 17-5    | Константин Линник     | Техническим нокаутом (удары)                  | SOW - Selection of Warriors                             | 18 сентября 2015 | 1     | 1:17  | Махачкала, Россия       |                                       |
| Победа    | 16-5    | Альбрето Матос        | Техническим нокаутом (остановка доктором)     | WUFC 2015                                               | 29 августа 2015  | 1     | 5:00  | Ламегу, Португалия      |                                       |
| Победа    | 15-5    | Педро Оливейра        | Нокаутом (удар ногой в голову)                | WUFC 2015                                               | 29 августа 2015  | 1     | 3:30  | Ламегу, Португалия      |                                       |
| Победа    | 14-5    | Паулу Дурао           | Техническим нокаутом (удары)                  | WUFC 2015                                               | 29 августа 2015  | 1     | 1:45  | Ламегу, Португалия      |                                       |
| Поражение | 13-5    | Майкл Фалкан          | Сабмишном (удушение сзади)                    | BOS - Battle of Stars 3                                 | 6 декабря 2014   | 2     | 1:49  | Каспийск, Россия        |                                       |
| Победа    | 13-4    | Андрей Калыч          | Сабмишном (скручивание пятки)                 | MMA Star in the Ring - Guseinov vs. Kalych              | 13 июня 2014     | 1     | 2:44  | Махачкала, Россия       |                                       |
| Победа    | 12-4    | Хасанхон Баратов      | Сабмишном (скручивание пятки)                 | GEFC - Khazar Grand Prix MMA                            | 18 апреля 2014   | 1     | 4:20  | Баку, Азербайджан       |                                       |
| Поражение | 11-4    | Беслан Ушуков         | Сабмишном (удушение сзади)                    | Absolute Championship Berkut - Grand Prix Berkut 3      | 16 марта 2014    | 2     | 1:22  | Грозный, Россия         |                                       |
| Победа    | 11-3    | Евгений Фоменко       | Нокаутом (удар ногой с разворота)             | M-1 Challenge 36 - Confrontation in Mytishchi           | 8 декабря 2012   | 1     | 0:55  | Мытищи, Россия          |                                       |
| Поражение | 10-3    | Марио Миранда         | Сабмишном (удушение сзади)                    | M-1 Challenge 32 - Garner vs. Malikov                   | 16 мая 2012      | 3     | 2:39  | Москва, Россия          |                                       |
| Победа    | 10-2    | Эдди Аризменди        | Сабмишном (скручивание пятки)                 | M-1 Challenge 27 - Magalhaes vs. Zayats                 | 14 октября 2011  | 1     | 0:50  | Финикс, США             |                                       |
| Победа    | 9-2     | Тайсон Джеффрис       | Нокаутом (удар рукой с разворота)             | M-1 Challenge 26 - Garner vs. Bennett 2                 | 8 июля 2011      | 1     | 1:32  | Коста-Меса, США         |                                       |
| Поражение | 8-2     | Луиджи Фьораванти     | Сабмишном (удушение сзади)                    | M-1 Challenge 22 - Narkun vs. Vasilevsky                | 10 декабря 2010  | 4     | 0:33  | Москва, Россия          |                                       |
| Поражение | 8-1     | Беслан Исаев          | Сабмишном (удушение гильотиной)               | ProFC - Commonwealth Cup                                | 23 апреля 2010   | 1     | 0:45  | Москва, Россия          | Финал командного Кубка СНГ            |
| Победа    | 8-0     | Виктор Богуславский   | Техническим нокаутом (удар ногой в голову)    | ProFC - Union Nation Cup 5                              | 13 февраля 2010  | 1     | 2:35  | Нальчик, Россия         | 5-й этап командного Кубка СНГ         |
| Победа    | 7-0     | Роман Рольский        | Нокаутом (удар ногой в голову)                | ProFC - Union Nation Cup 4                              | 19 декабря 2009  | 1     | 0:54  | Ростов-на-Дону, Россия  | 4-й этап командного Кубка СНГ         |
| Победа    | 6-0     | Евгений Ваcильев      | Нокаутом (удар ногой в голову)                | ProFC - Union Nation Cup 2                              | 25 сентября 2009 | 1     | 1:44  | Ростов-на-Дону, Россия  | 2-й этап командного Кубка СНГ         |
| Победа    | 5-0     | Станислав Молодцов    | Техническим нокаутом (удар ногой в корпус)    | M-1 Challenge - 2009 Selections 3                       | 28 мая 2009      | 1     | 2:44  | Санкт-Петербург, Россия | 3-й этап командного чемпионата России |
| Победа    | 4-0     | Алексей Гагарин       | Техническим нокаутом (удары)                  | M-1 Challenge - 2009 Selections 2                       | 19 апреля 2009   | 1     | 4:15  | Санкт-Петербург, Россия | 2-й этап командного чемпионата России |
| Победа    | 3-0     | Магомед Султанахмедов | Решением (единогласным)                       | M-1 Challenge - 2009 Selections 1                       | 13 марта 2009    | 2     | 5:00  | Санкт-Петербург, Россия | 1-й этап командного чемпионата России |
| Победа    | 2-0     | Дмитрий Шовенко       | Сабмишном (удушение сзади)                    | M-1 - International Fight Night 6                       | 18 ноября 2006   | 1     | 1:45  | Санкт-Петербург, Россия |                                       |
| Победа    | 1-0     | Сергей Шинкарев       | Сабмишном (удушение сзади)                    | M-1 MFC - New Blood                                     | 1 октября 2005   | 1     | 3:56  | Санкт-Петербург, Россия |                                       |

## Критика
В декабре 2021 года известный мастер смешанных единоборств Александр Емельяненко в интервью YouTube-каналу Bostanov MMA обвинил Артура Гусейнова в участии в договорных боях.
«…Он сам лично говорил, как он продавал за деньги свои выступления, свои бои», - заявил Емельяненко.
О своем участии в договорняках однажды упомянул и сам Гусейнов.
«Клянусь Аллахом, я три боя проиграл за деньги», - заявил дагестанский боец.